# 장 드 묑

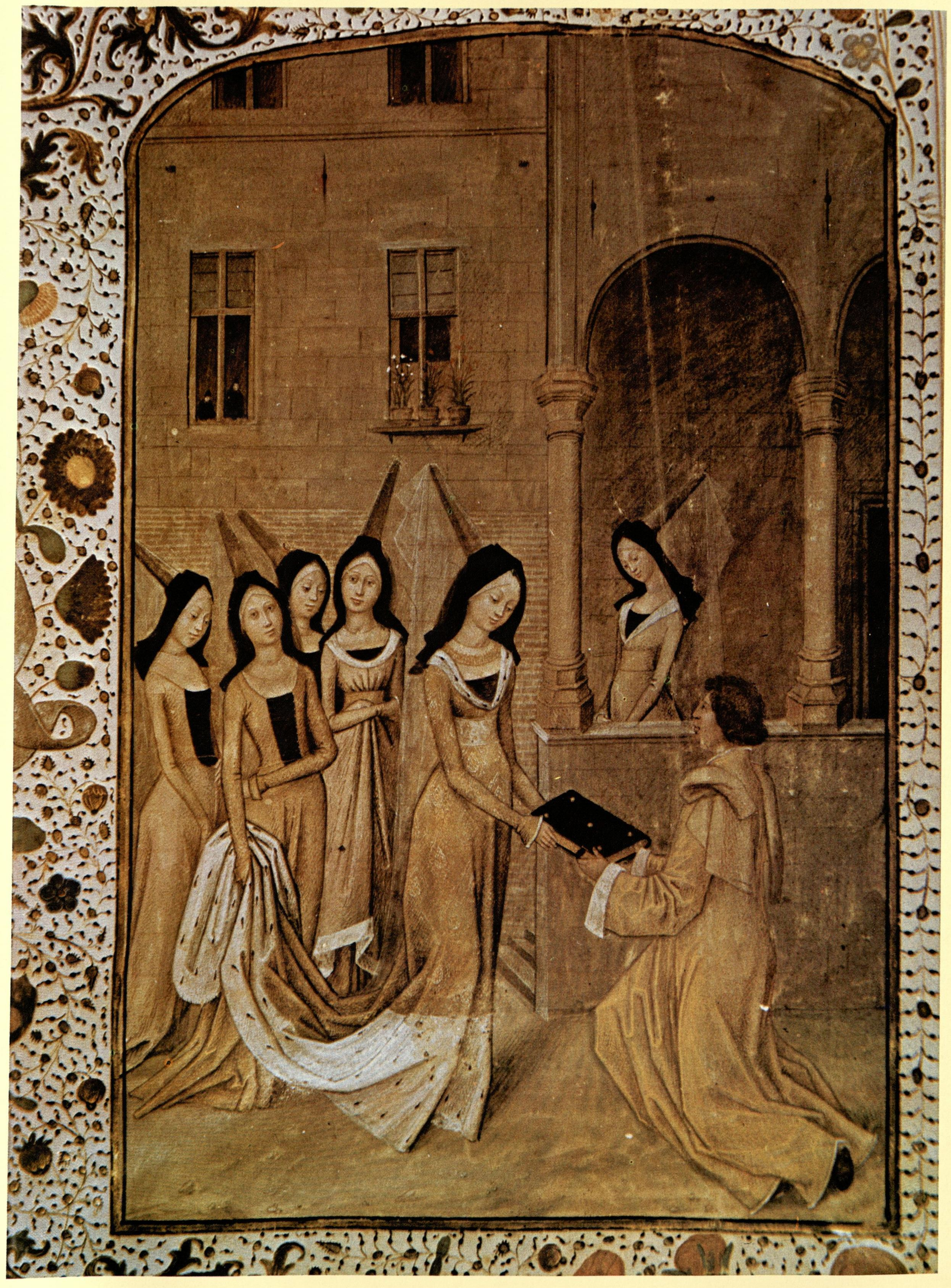
장 드 묑이 15세기 필사본 예나, 프리드리히 실러 대학교 도서관, Ms. fol. 85에 나오는 환상적인 미니어처에서 보이티우스의 철학의 위안을 프랑스어로 번역한 것을 마르그리트 당주 공녀에게 바치고 있다.

장 드 묑 (Jean de Meun ( 1240 – c. 1305c.)은 장미 이야기의 속편으로 가장 잘 알려진 프랑스 작가이다.

## 삶
그는 장 클로피넬 또는 장 쇼피넬로 묑쉬르루아르에서 태어났다. 전설에 따르면 그는 신 파리 대학교에서 공부했다고 한다. 그는 동시대 사람인 뤼트뵈프처럼 기욤 드 생아무르의 옹호자이자 구걸 수도회에 대한 신랄한 비평가였다. 장 드 묑은 젊은 시절 프랑스의 모든 공공장소와 학교에서 불리던 노래들을 작곡했다고 말한다.
그의 삶의 대부분은 파리에서 보낸 것으로 보이며, 그곳의 생자크 가에 탑, 안뜰, 정원이 있는 집을 소유했는데, 이 집은 1305년에 고(故) 장 드 묑의 집으로 묘사되었고, 그 후 아담 당델리라는 사람이 도미니코회에 기증했다. 그는 현재 철거된 파리의 도미니코 수도원 교회에 묻혔는데, 이 교회 역시 생자크 가에 있었다.

## 장미 이야기
그 자신의 작품을 열거할 때 그는 기욤 드 로리스의 장미 이야기의 속편을 첫째로 둔다. 이 두 번째 부분(4,089-21,780행)의 날짜는 일반적으로 시에서 만프레디와 콘라딘의 죽음을 언급하는 것으로 1268년과 1285년 사이로 정해지는데, 이들은 1268년에 현재 시칠리아의 왕으로 묘사되는 앙주의 샤를 (1285년 사망)의 명령으로 처형되었다. M. F. 기용(장 클로피넬, 1903). 그러나 시를 주로 정치 풍자로 간주하여 13세기 마지막 5년으로 보고 있다.
장 드 묑은 의심할 여지 없이 선임자 기욤 드 로리스의 작품을 편집한 후 자신의 방대한 19,000행 시의 출발점으로 사용했다. 장 드 묑의 속편은 수도회, 독신주의, 귀족, 교황청, 왕실의 과도한 주장, 특히 여성과 결혼에 대한 풍자이다. 기욤은 사랑의 종이었고 "궁정 연애"의 법칙을 설명하는 사람이었다. 장 드 묑은 "사랑의 기술"을 추가하여 여성의 가상의 악덕과 남성이 그들을 속일 수 있는 방법을 잔인하게 묘사했다. 장 드 묑은 파블리오의 조롱적이고 회의적인 정신을 구현했다. 그는 현재의 미신에 참여하지 않았고, 확립된 기관에 대한 존경심이 없었으며, 봉건주의와 로맨스의 관습을 경멸했다. 그의 시는 그 계획의 느슨함에도 불구하고 날카로운 관찰력, 명료한 추론과 설명의 능력을 최고도로 보여주며, 그를 프랑스 중세 시인 중 가장 위대한 시인으로 간주할 자격을 부여한다. 그는 선임자들에게는 알려지지 않은 쉽고 정확하게 프랑스어를 다루었으며, 그의 시의 길이는 13세기와 14세기에 그 인기를 가로막지 않았다.
그 인기의 일부는 의심할 여지 없이 프랑스 동시대인들의 거의 모든 과학적, 문학적 지식을 통달한 저자가 그의 시에 많은 유용한 정보와 수많은 고전 작가들의 인용문을 담았기 때문이다. 이 책은 기욤 드 데길레빌의 인간 삶의 순례( 1330c.)에 의해 공격받았는데, 이 책은 오랫동안 영국과 프랑스 모두에서 인기 있는 작품이었으며, 장 제르송과 크리스틴 드 피상의 사랑의 신에게 보내는 서신에 의해 공격받았다. 또한 강력한 옹호자들도 있었다.
장의 시의 일부는 초서에 의해 중세 영어 운문으로 장미 이야기로 번역되었다. 전체 시는 F. S. 엘리스에 의해 근대 영어 운문으로 번역되었고, 나중에 찰스 달버그에 의해 번역되었다.

## 다른 작품
장 드 묑은 1284년 푸블리우스 플라비우스 베게티우스 레나투스의 논문 군사학 요강을 프랑스어로 르 리브르 드 베제스 드 라르 드 슈발르리(Le livre de Végèce de l'art de chevalerie)로 번역했는데, 이 책은 곧 장 프라이오라에 의해 운문으로 바뀌었다. 그는 또한 아벨라르와 엘로이즈의 편지를 프랑스어로 처음으로 생생하게 번역했다. 프랑스 국립도서관에 있는 이 번역본의 14세기 필사본에는 프란체스코 페트라르카의 주석이 있다. 보이티우스의 데 콘솔라티오네 필로소피애 번역본 앞에는 필리프 4세에게 보내는 편지가 있는데, 이 편지에서 그는 자신의 초기 작품들을 열거하고 있으며, 그 중 두 작품은 유실되었다: 에일레드 드 리에보 (1166년 사망)의 데 스피리투알리 아미키티아(De spirituali amicitia)에서 온 데 스피리투엘 아미티에(De spirituelle amitié)와 지라르두스 캄브렌시스 (제랄드 드 바리)의 히베르니아 지리지, 또는 데 미라빌리부스 히베르니아(De Mirabilibus Hiberniae)에서 온 리브르 데 메르베유 드 히르랑드(Livre des merveilles d'Hirlande)이다. 그의 마지막 시는 의심할 여지 없이 그의 유언장(Testament)과 부록(Codicille)이다. 유언장은 4행시 형식의 모노운율로 쓰여 있으며, 공동체의 여러 계층에 대한 조언을 담고 있다.

## 내용주
1. 1 2 3 4 5 6 7   본 문서에는 현재 퍼블릭 도메인에 속한 브리태니커 백과사전 제11판의 내용을 기초로 작성된 내용이 포함되어 있습니다.
2. 1 2  Charles Dahlberg (1995). 《The Romance of the Rose》. Princeton University Press. ISBN 0-691-04456-2.
3. ↑   Chisholm, Hugh, 편집. (1911). 〈Roman de la Rose〉. 《브리태니커 백과사전》 23 11판. 케임브리지 대학교 출판부. 510쪽.